# Syvä-Kokko
Syvä-Kokko och Matala-Kokko utgör Kokkojärvet som är sjöar i Finland. De ligger i huvudsak i kommunen Hyrynsalmi i landskapet Kajanaland, i den centrala delen av landet, 500 km norr om huvudstaden Helsingfors. Syvä-Kokko ligger 199 meter över havet. Arean är 36 hektar och strandlinjen är 4,26 kilometer lång. Sjön  ingår i Uleälvens huvudavrinningsområde. 